# جو آن ستراوس
جو-آن سيندي ستراوس (بالإنجليزية: Jo-Ann Strauss)‏ (من مواليد 3 فبراير 1981 في كيب تاون) عارضة أزياء جنوب إفريقية ومتحدثة عامة وسيدة أعمال. في عام 2001 ، مثلت بلدها ملكة جمال جنوب أفريقيا في مسابقة ملكة جمال الكون في بورتوريكو وكذلك في مسابقة ملكة جمال العالم التي استضافت في صن سيتي في مسقط رأسها في عام 2001. ظهرت في الفيديو فرقة البوب الأيرلندية ويستلايف عام 2001 في أغنية "When You Looking Like Like".بعد مرور عام على تتويج شتراوس ملكة جمال جنوب إفريقيا، شاركت في النسخة الأولى والوحيدة من المشاهير من برنامج مشاهير الاخ الأكبر (مسلسل تلفزيوني من جنوب إفريقيا) ، حيث احتلت المركز الثاني.
في عام 2010 ، قدمت جو آن حفل افتتاح كأس العالم لكرة القدم 2010 في جنوب إفريقيا لشبكة التلفزيون الألمانية زي دي اف جنبًا إلى جنب مع توماس جوتشالك في بث مباشر من جوهانسبرج في 10 يونيو.

## حياتها المهنية
حصلت شتراوس على درجة البكالوريوس من جامعة ستيلينبوش. خلال فترة حكمها كملكة جمال لجنوب إفريقيا، بدأت حياتها المهنية الإعلامية مع برنامج تلفزيوني باسيلا قبل تقديم برنامج مجلة نمط الحياة الإنجليزية Top Billing (برنامج تلفزيوني) ، حيث أجرت مقابلات مع أمثال تشارليز ثيرون وأنطونيو بانديراس وجورج كلوني. ظهرت كفتاة غلاف للعديد من مجلات جنوب إفريقيا.

## الروابط الخارجية
- جو آن ستراوس على موقع IMDb (الإنجليزية)

- الموقع الرسمي
- نسخة مختصرة باللغة الألمانية
- جو آن ستراوس في قاعدة بيانات الأفلام على الإنترنت
- International Fashion Sale نسخة محفوظة 2 يوليو 2010 على موقع واي باك مشين.
- Top Billing Official Web Site